# Omocestus femoralis
Omocestus femoralis är en insektsart som beskrevs av Bolívar, I. 1908. Omocestus femoralis ingår i släktet Omocestus och familjen gräshoppor. Inga underarter finns listade i Catalogue of Life.